# 米尼斯特拉山脈

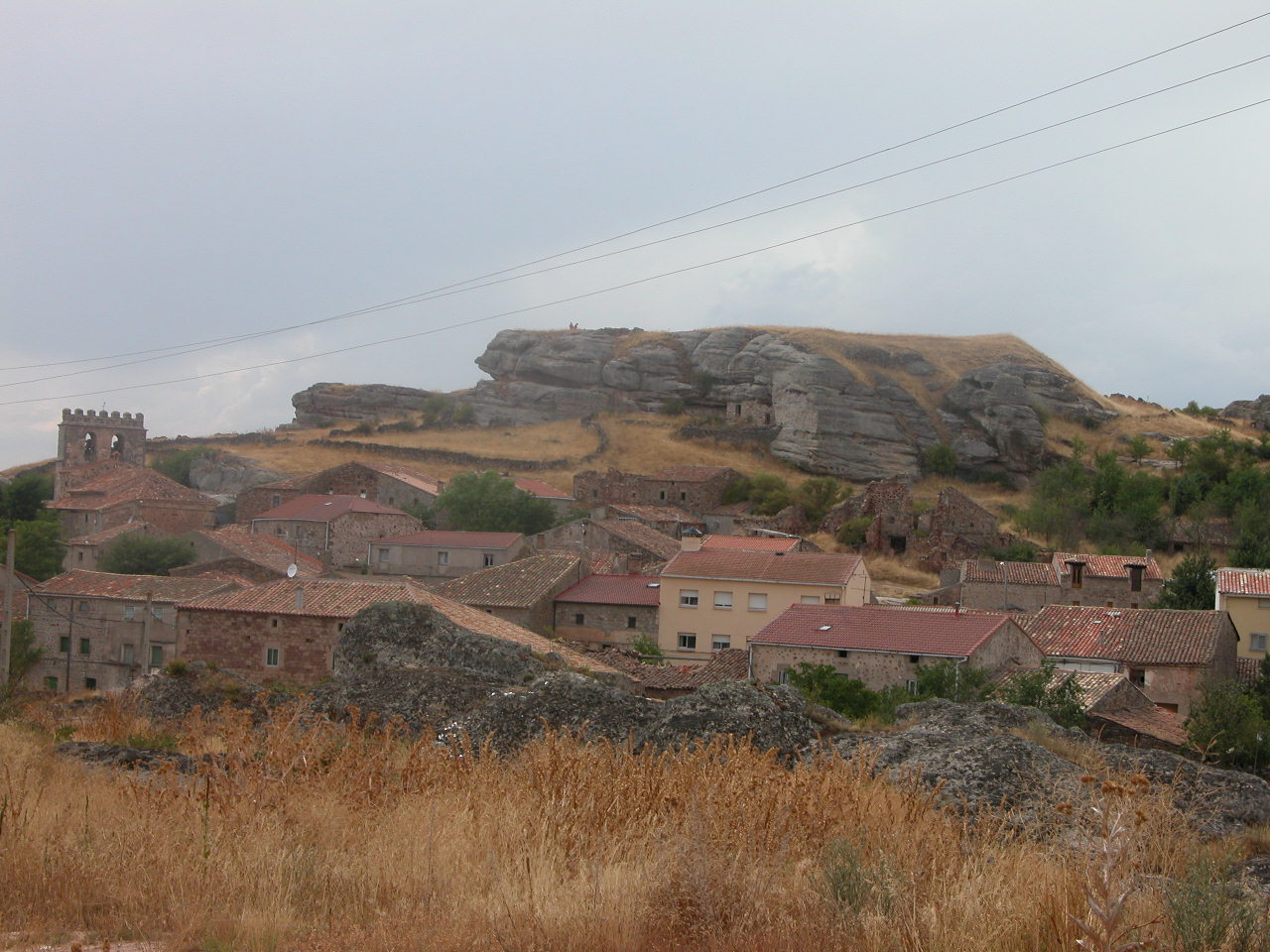

41°7′0″N 2°29′0″W / 41.11667°N 2.48333°W
米尼斯特拉山脈（西班牙語：Sierra Ministra），是西班牙的山脈，位於該國中部，處於索里亞省和瓜達拉哈拉省之間，屬於伊比利亞山脈的一部分，最高點海拔高度1,312米。